# И Со Джин
И Со Джин (на корейски: 이서진) е южнокорейски актьор и телевизионен водещ. Той е най-известен с риалити предаванията „Три хранения на ден“ и Grandpa Over Flowers. Като актьор става известен с главните си роли в историческите драми „Дамо“ (2003), „И Сан“ (2007), „Кьебек“ (2011) и съвременната драма „Брачен договор“ (2016).

## Биография
И Со Джин е роден на 30 януари 1973 г. в Сеул, Южна Корея.
Като малък обича да гледа филми и планира да учи режисура, защото никога не си е представял, че може да стана актьор. Но тъй като произлиза от семейство със силни връзки във финансовия сектор, в т.ч. в банковия, транспортния и туристическия бизнес, той се сблъска с голяма съпротива от семейството си относно избраната от него кариера. Затова и завършва бизнес мениджмънт в Нюйоркския университет „Стърн“.
Со Джин има връзка с колежката си от сериала „Любовници“ Ким Джонг Ън, която започва през януари 2007 г. Двойката се разделя на 29 октомври 2008 г.

## Кариера

### Актьорска кариера
И Со Джин прави своя актьорски дебют през 1999 г. в драмата „Къща над вълните“.
След няколко поддържащи роли Со Джин прави пробив в кариерата си с хитовата историческа драма от 2003 г. „Дамо“, последвана от успеха на „Феникс“ през 2004 г.
Първата си главна роля на голям екран получава в екшън блокбъстъра „Мечът без сянка“ от 2005 г.
През следващите години играе различни персонажи – вампир в сериала „Хлад“ (2006), гангстер в „Любовници“ (2006) и криминален профайлър в „Душа“ (2009). Постепенно си спечелва репутацията на актьор, който притежава гъвкавост и интелигентност и който внася необичайна изтънченост и острота в ролите си.
Най-известен става с ролите, в които се превъплъщава в исторически герои – чосонският принц И Сан, по-късно крал Чонгджо в „И Сан“ (2007) и генерал Кьебек от Пекче в „Кьебек“ (2011).
През 2016 г. И Со Джин играе в драмата „Брачен договор“ като собственик на ресторант, който помага на самотна майка да плати дълговете си, но в замяна тя трябва да стане донор на черен дроб за майка му.

### Друга дейност
От 2006 г. е редовен доброволец за Habitat for Humanity. През 2008 г. е обявен за посланик на добра воля за Корея.
През 2010 г. заедно с Nippon Foundation и South Korean food franchise Genesis основава фондацията Let's Tree Fund, чиято главна цел е залесяването на територии.
През 2011 г. се присъединява към набирането на средства за жертвите след земетресението в Япония. Той също така публично протестира срещу насилственото репатриране на севернокорейски бежанци.
Също през 2011 година се присъединява към компанията Ask Veritas Assets Management, която се занимава с недвижими имоти и интелектуална собственост.

## Филмография

### Филми
| Година | Заглавие          | Роля                                    |
| ------ | ----------------- | --------------------------------------- |
| 2000   | Призрачно такси   | Гил Нам                                 |
| 2001   | Обичам те         | Джин Сонг                               |
| 2005   | Мечът без сянка   | Те Чонг Хьон, последният принц на Балхе |
| 2015   | Любовна прогноза  | И Донг Джин                             |
| 2015   | Безсрамният       |                                         |
| 2018   | Интимни непознати | Джун Мо                                 |
| 2019   | Капан             | Канг У Хьон                             |

### Сериали
| Година      | Заглавие                                | Роля                 | Забележка          |
| ----------- | --------------------------------------- | -------------------- | ------------------ |
| 1999        | Къща над вълните                        |                      |                    |
| 1999        | Уанг Чо (Шефът)                         |                      |                    |
| 2001        | Нейната къща                            | И Джун Хи            |                    |
| 2001        | New Nonstop                             |                      | гост               |
| 2001        | Sunday Best "A Good Man, Lee Young-woo" |                      |                    |
| 2002        | Откакто се срещнахме                    | Кангг Мин Сук        |                    |
| 2002 – 2003 | Shoot for the Stars                     | До Хьон              |                    |
| 2003        | Дамо                                    | Командир Хуангбо Юн  |                    |
| 2004        | Феникс                                  | Чанг Се Хун          |                    |
| 2006        | Хлад                                    | Пек Джунг Уон        |                    |
| 2006 – 2007 | Любовници                               | Ха Канг Че           |                    |
| 2007 – 2008 | И Сан                                   | И Сан (крал Чонгджо) |                    |
| 2008        | На живо                                 | себе си              | спец. поява, еп. 9 |
| 2009        | Душа                                    | Шин Рю               |                    |
| 2011        | Кьебек                                  | Кьебек               |                    |
| 2014        | Прекрасни дни                           | Канг Донг Сок        |                    |
| 2016        | Брачен договор                          | Хан Джи Хун          |                    |
| 2019        | Капан                                   | Канг У Хьон          |                    |
| 2021        | Времена                                 | И Джин У             |                    |
| 2022        | Зад всяка звезда                        | Матю / Те О          |                    |

## Награди и номинации
| Церемония            | Година | Категория                                                         | Номинация за                               | Резултат  |
| -------------------- | ------ | ----------------------------------------------------------------- | ------------------------------------------ | --------- |
| APAN Star Awards     | 2014   | Top Excellence Award – изключителни актьорски постижения в сериал | Прекрасни дни                              | Номиниран |
| Baeksang Arts Awards | 2008   | Най-добър актьор – телевизия                                      | И Сан                                      | Номиниран |
| KBS Drama Awards     | 2014   | Най-добър актьор в сериал                                         | Прекрасни дни                              | Номиниран |
| KBS Drama Awards     | 2014   | Netizen Award – най-добър актьор                                  | Прекрасни дни                              | Номиниран |
| KBS Drama Awards     | 2014   | Най-добра екранна двойка с Ким Хи Сун                             | Прекрасни дни                              | Номиниран |
| MBC Drama Awards     | 2001   | Най-добър нов актьор                                              | Нейната къща                               | Спечелил  |
| MBC Drama Awards     | 2003   | Най-добър актьор                                                  | Дамо                                       | Спечелил  |
| MBC Drama Awards     | 2003   | Най-популярен актьор                                              | Дамо                                       | Номиниран |
| MBC Drama Awards     | 2003   | Най-добра екранна двойка с Ха Джи Уон                             | Дамо                                       | Спечелил  |
| MBC Drama Awards     | 2004   | Top Excellence Award – изключителни актьорски постижения          | Феникс                                     | Спечелил  |
| MBC Drama Awards     | 2004   | Най-популярен актьор                                              | Феникс                                     | Номиниран |
| MBC Drama Awards     | 2004   | Най-добра екранна двойка с И Ън Джу                               | Феникс                                     | Спечелил  |
| MBC Drama Awards     | 2007   | Top Excellence Award – изключителни актьорски постижения          | И Сан                                      | Спечелил  |
| MBC Drama Awards     | 2007   | Най-популярен актьор                                              | И Сан                                      | Номиниран |
| MBC Drama Awards     | 2007   | Най-добра екранна двойка с Хан Джи Мин                            | И Сан                                      | Номиниран |
| MBC Drama Awards     | 2016   | Grand Prize (Daesang)                                             | Брачен договор                             | Номиниран |
| MBC Drama Awards     | 2016   | Top Excellence Award, Actor in a Special Project Drama            | Брачен договор                             | Спечелил  |
| MBC Drama Awards     | 2016   | Най-добра екранна двойка с Uee                                    | Брачен договор                             | Номиниран |
| SBS Drama Awards     | 2006   | Netizen Popularity Award, най-популярен актьор                    | Любовници                                  | Спечелил  |
| SBS Drama Awards     | 2006   | Top 10 Stars                                                      | Любовници                                  | Спечелил  |
| Style Icon Awards    | 2013   | Style Icon                                                        | И Со Джин                                  | Спечелил  |
| tvN10 Awards         | 2016   | Grand Prize (Daesang), Вариететен изпълнител                      | Три хранения на ден, Grandpas Over Flowers | Спечелил  |
| tvN10 Awards         | 2016   | Вариететна икона                                                  | Три хранения на ден                        | Номиниран |